# Cultura en Guadalajara (México)

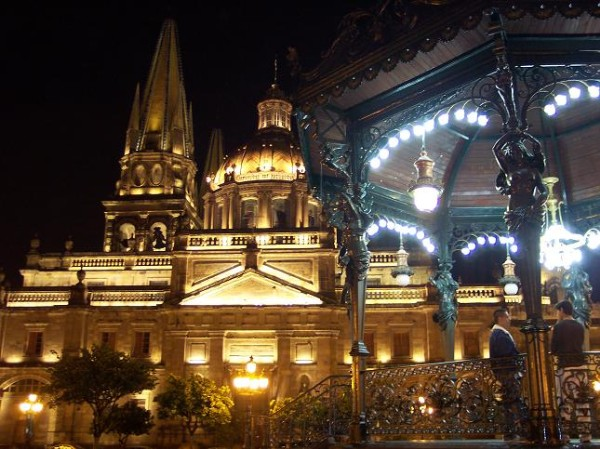
El centro histórico es frecuentemente escenario de eventos culturales.

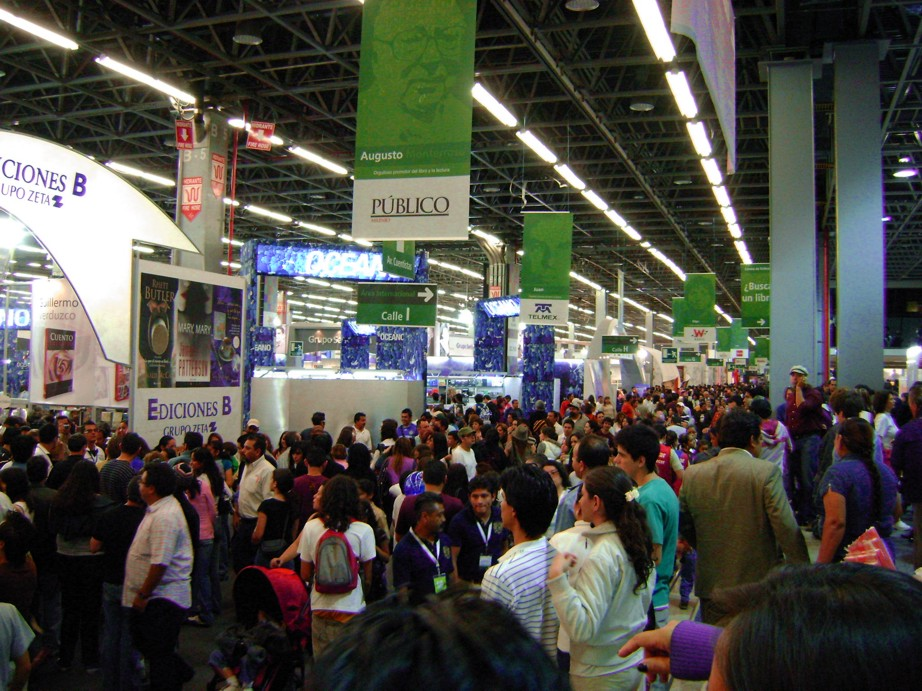
La Feria Internacional del Libro de Guadalajara es la segunda feria del libro más importante del mundo y la primera de habla hispana.

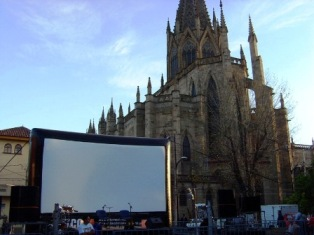
Festival Internacional de Cine de Guadalajara, con una pantalla inflable.

El movimiento cultural que se vive en Guadalajara es de los más fuertes en América. La ciudad cuenta con una de las agendas culturales más vastas en el continente, a lo cual se suma el interés del gobierno, de la Universidad, y de instituciones privadas, por explotar los atributos culturales de la ciudad. En la ciudad se exhiben obras de artistas internacionales y es un escaparate para los eventos culturales internacionales cuyo radio de influencia alcanza la mayoría de los países de América, así como el suroeste de los Estados Unidos.
Guadalajara se caracteriza como una de las ciudades icono de México. Esto significa que su identidad ha dado cierta imagen iconográfica al país, a pesar de que el mariachi, la charrería y el tequila no son ciertamente originarios de Guadalajara, sino de puntos o regiones cercanas a ella. Con el paso del tiempo, sin embargo, la ciudad ha sido estereotipada como la tierra de dichas manifestaciones culturales y las ha adoptado al ejercer su representación como capital del estado de Jalisco. No obstante, Guadalajara es el lugar de nacimiento de expresiones culturales, como la danza del jarabe tapatío este, creado a partir de influencias flamencas tanto en baile como en vestuario adquiridas durante el Virreinato de la Nueva España, también se le considera una de las ciudades mexicanas más ricas en diversidad artesanal y gastronómica (antiguamente también lo fue en el sector textil).
Aunque las manifestaciones culturales indígenas se han devaluado significativamente por un pensamiento malinchista que sugiere que todo aquello extranjero representa un mayor nivel o categoría, el gobierno del estado, en coordinación con  instituciones culturales locales ha venido apoyando culturas indígenas y sus manifestaciones culturales; dicho apoyo se basa en la remuneración económica, la difusión de obras artísticas y artesanías, sobre todo de las culturas que enorgullecen a Guadalajara y que favorecen a muchas personas y el otorgar espacios para exhibir obras.
Guadalajara es foco del arte contemporáneo por sus expresiones en danza, teatro, música, fotografía, cine, diseño, arquitectura y multimedia, y ha sido un núcleo en el desarrollo de las artes experimentales. Además es una de las ciudades mexicanas con mayor número de instituciones artísticas, como la Orquesta Filarmónica de Jalisco, el Ballet Folclórico de la Universidad de Guadalajara, Ballet de Cámara de Jalisco, el Ballet Clásico del Hospicio Cabañas, entre otras. La música contemporánea ha sido un factor importante dentro del nuevo movimiento cultural tapatío, Guadalajara es una de las ciudades con mayores consumidores de música vanguardista y electrónica, hasta ganarse el mote de "Capital Electrónica de México" en honor a su representación en la música electrónica, y por ser sede de eventos del género electrónico mundial. También es la ciudad que vio nacer un nuevo género musical: Acid Cabaret a finales de la década de 1980.
El Centro Universitario de Arte, Arquitectura y Diseño (CUAAD) es la institución académica con mayor reconocimiento internacional, en la formación de talento artístico; la Universidad de Guadalajara se ha constituido en un vínculo entre los movimientos culturales de las nuevas generaciones y sirve de apoyo a la creación, la difusión y el consumo cultural en la ciudad. Guadalajara también es sede del Encuentro Internacional del Mariachi y la Charrería, La Feria Municipal del Libro de Guadalajara, el Festival Cultural de Mayo, Feria Internacional de la Música, Fotoseptiembre, las Fiestas de Octubre, la Feria Internacional del Libro de Guadalajara, La Muestra Internacional de Danza Contemporánea en Guadalajara, el Festival "Onésimo González" de Danza Contemporánea que se celebra los meses de abril de cada año, y el festival Chroma, considerado el encuentro de artes audiovisuales más dinámico en el país.
Por su parte, el centro histórico de Guadalajara alberga edificios coloniales de carácter religioso y civil, los cuales constituyen una mezcla de estilos cuya raíz se halla en aportaciones culturales indígenas (principalmente de origen ute), incorporadas a lo mozárabe y lo castizo, y posteriormente en influencias europeas modernas (principalmente francesas e italianas) y americanas (concretamente, las procedentes de Estados Unidos). Se pueden apreciar ejemplos de arquitectura neoclásica comenzando con la Catedral, el Teatro Degollado y edificios a los alrededores. Asimismo cuenta con museos, teatros, galerías, bibliotecas, auditorios y salas de conciertos. Mención particular se puede hacer del Teatro Galerías, el Teatro Diana y el Hospicio Cabañas, en el cual se alberga parte de la obra pictórica (murales y de caballete) de José Clemente Orozco, fue declarado Patrimonio de la Humanidad por la Unesco, en 1997.

## Arte

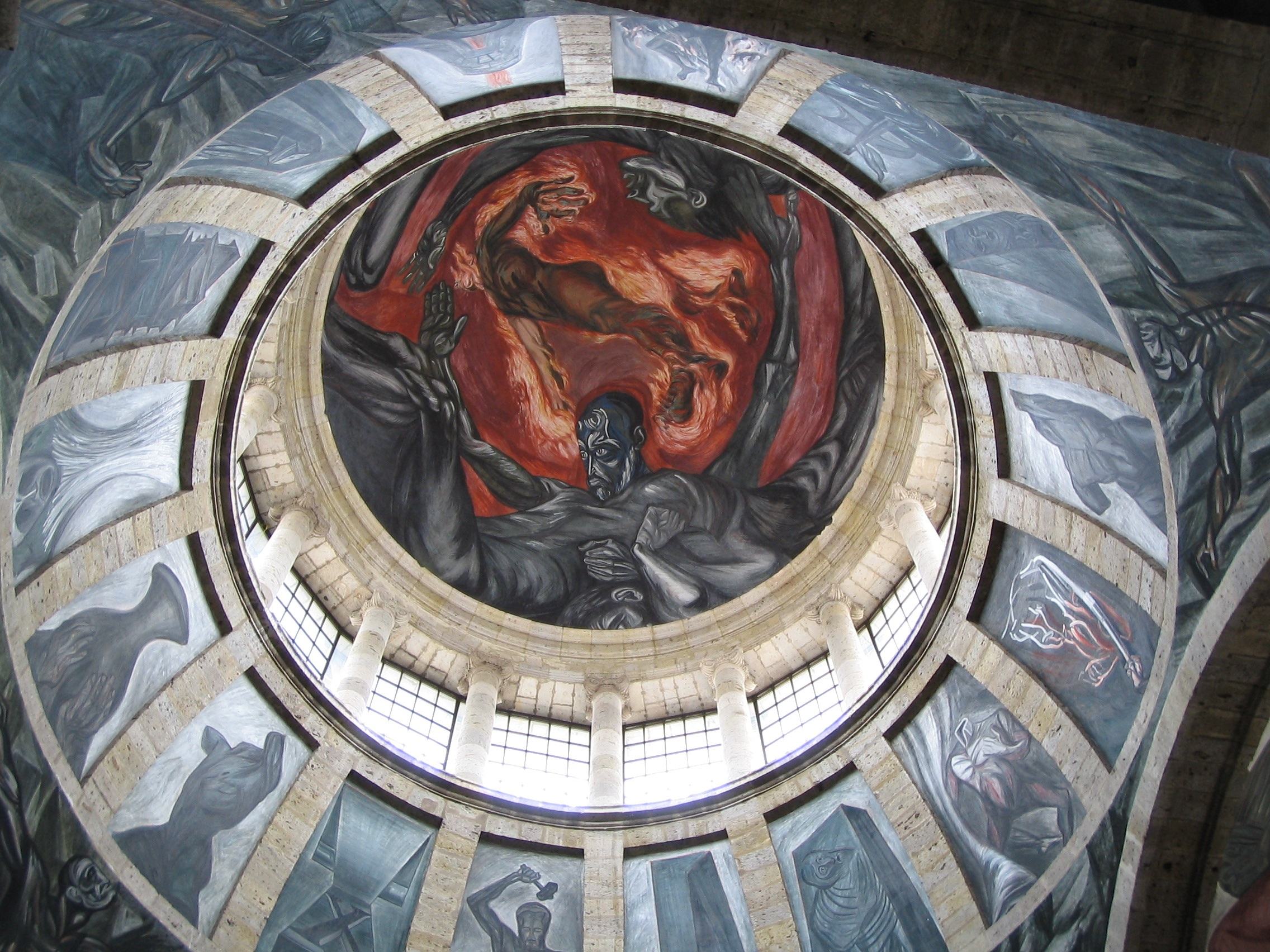
Frescos de José Clemente Orozco en el interior del Hospicio Cabañas.

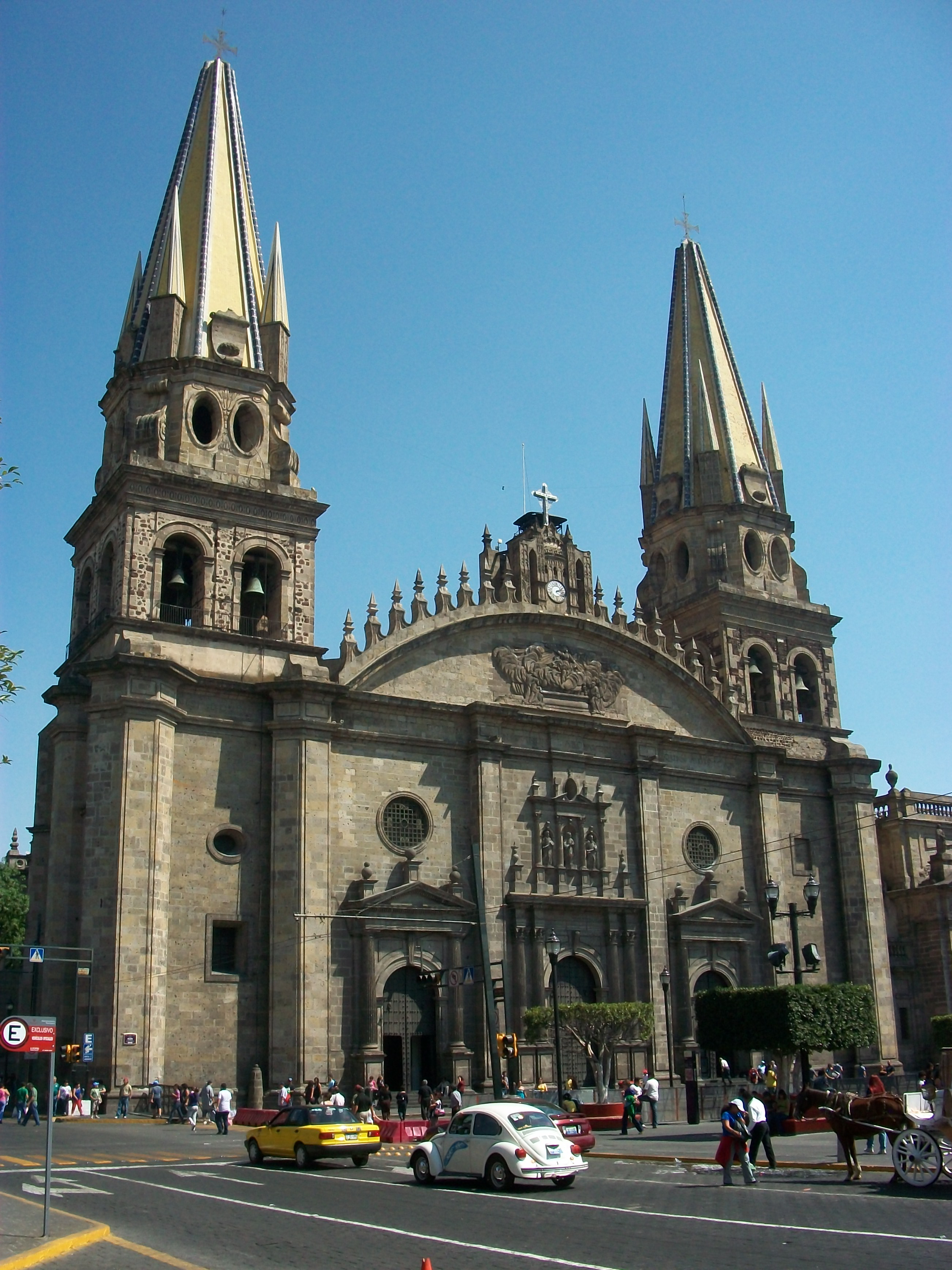
Catedral de Guadalajara.

Iglesia La Luz del Mundo

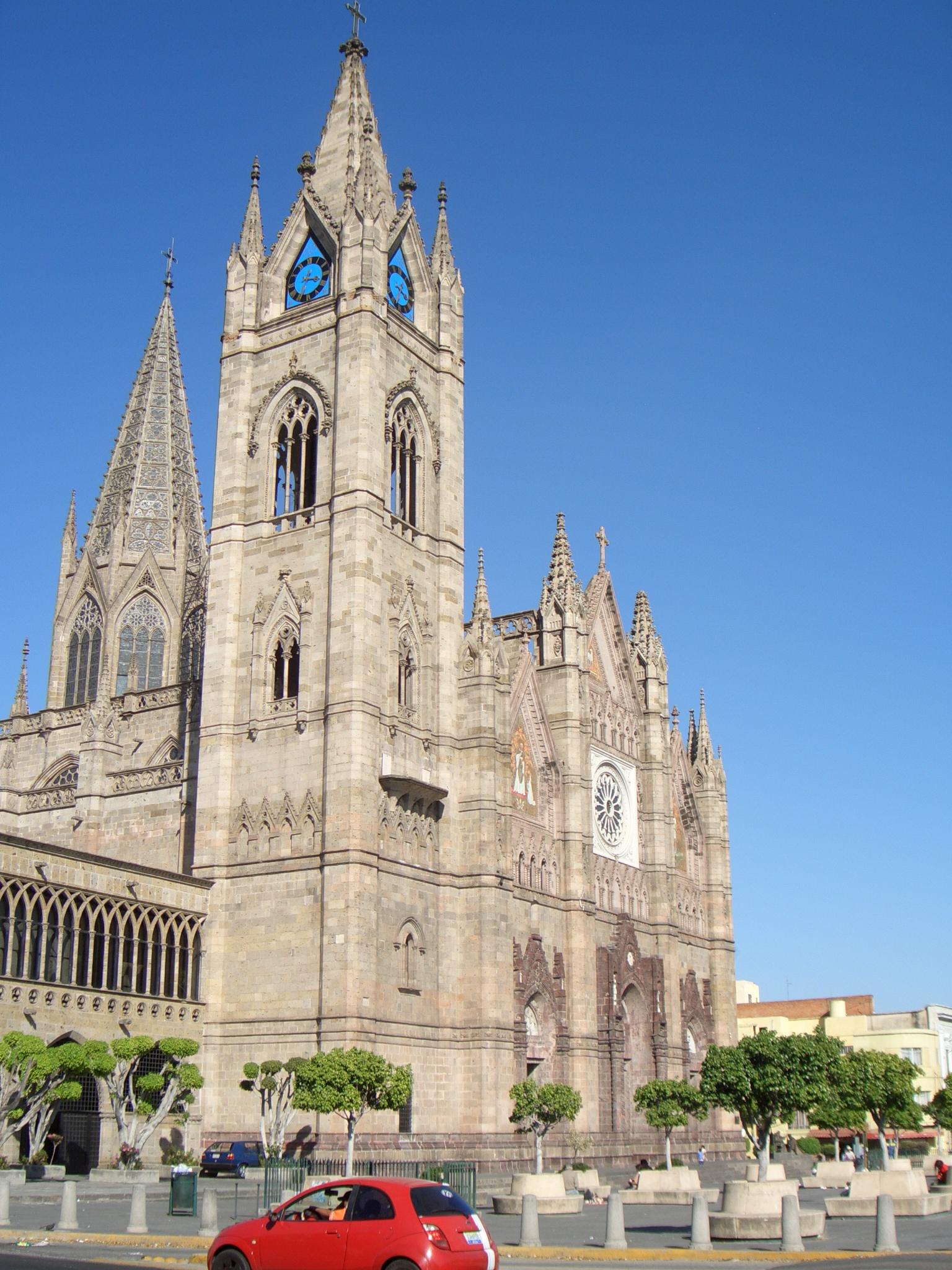
Templo Expiatorio del Santísimo Sacramento

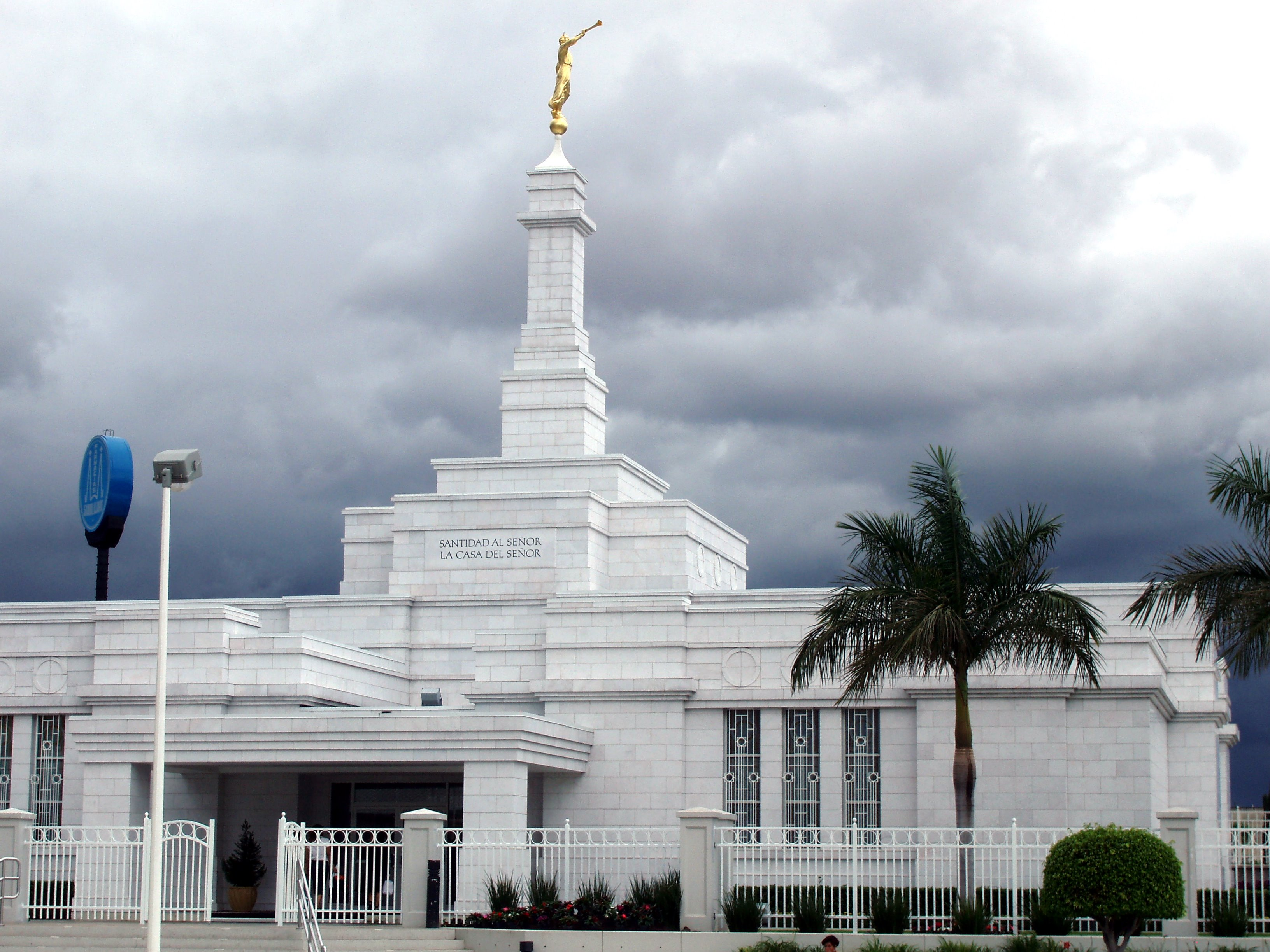
Templo de Guadalajara.

Guadalajara es una de las ciudades con mayor número de exponentes artísticos contemporáneos, en danza, teatro, música, fotografía, cine, diseño, arquitectura, etcétera, y cuenta también con pioneros en las artes experimentales. El Centro Universitario de Arte, Arquitectura y Diseño (CUAAD) es una de las instituciones académicas más respaldadas y con más renombre en terrenos del arte a escala internacional, y la Universidad de Guadalajara, la entidad que representa y apoya uno de los movimientos culturales más fuertes, donde los jóvenes son un punto muy importante en la difusión, creación, apoyo y consumo de la cultura en la ciudad, en tanto que esta resulta toda una forma de vida en los jóvenes tapatios.
El paseo Lafayette es una de las alternativas para la recreación y actividades culturales, donde se presentan exposiciones fotográficas, pintura, escultura y donde se exhiben muestras de arte audiovisual (cortometrajes, documentales, cortos visuales, etcétera), intercambios de literatura y donde frecuentemente los festivales culturales culminan con un cierre de exhibiciones musicales de los últimos artistas contemporáneos locales, del interior del país y exponentes internacionales de diversos géneros.

### Arquitectura
Las formas arquitectónicas de la colonia son producto de corrientes arquitectónicas francesas y españolas. Durante el Porfiriato el estilo francés invadió la ciudad debido a la pasión del entonces presidente Porfirio Díaz por las corrientes de estilo francés. Arquitectos italianos fueron los encargados de dar forma a las estructuras góticas que se levantan en la ciudad. El paso del tiempo dejó plasmadas diversas corrientes que pasan desde el barroco, al churrigueresco, neogótico y el neoclásico. Hasta las líneas arquitectónicas propias del art déco y las líneas audaces de los arquitectos posmodernistas. La arquitectura moderna de Guadalajara tiene números figuras de una producción arquitectónica diversa desde el neo regionalismo hasta el brutalismo de los años setenta.
Guadalajara cuenta decenas de edificaciones de carácter religioso, teniendo 24 construcciones de mayor importancia en el municipio, entre las cuales se puede considerar como de mayor importancia a la Catedral de Guadalajara. Construida entre los años 1561 a 1618, es de estilo neoclásico. Sus características torres neogóticas datan de 1824 y sustituyen a las que derribara el temblor de 1813.
La construcción religiosa de mayor altura es la de Hermosa Provincia, de la Iglesia la Luz del Mundo, considerado también el templo religioso más grande de Latinoamérica. La construcción religiosa de mayor antigüedad en Guadalajara es la iglesia de San Francisco de Asís, que se edificó entre 1554 y 1746. De estilo barroco, esta obra se debe a la orden de los franciscanos.
Dentro de los estilos de estas construcciones religiosas se pueden encontrar el: neoclásico, barroco, neogótico, presentando así una exquisitez en los detalles de sus acabados. Los templos barrocos más bellos de la ciudad son el de San Felipe Neri y el de Santa Mónica. El primero cuenta con la que ha sido catalogada por los expertos como la torre más bella del occidente del país. Otros templos de la época colonial son: Santa Teresa, Jesús María, La Merced, Aránzazu, San José de Gracia, El Carmen, San Sebastián de Analco, San Agustín, Santa María de Gracia y San Juan de Dios.
La ciudad cuenta con dos ejemplos del arte neogótico del siglo XX en México: el Templo Expiatorio, diseñado por el arquitecto italiano Adamo Boari, autor del proyecto original del Palacio de Bellas Artes de Ciudad de México, y el templo de Nuestra Señora del Rosario, conocido popularmente como Templo del Padre Galván, cuya edificación se inició en 1930 según el proyecto del arquitecto Pedro Castellanos Lambley.
Catedral de Guadalajara
También llamada Catedral de la Asunción de María Santísima, es parroquia sede de la Arquidiócesis de Guadalajara y uno de los edificios más representativos de la ciudad, no solo por sus torres con agujas neogóticas, sino porque tiene una gran historia. Cabe mencionar que la catedral auspicia al 9.º coro más antiguo del mundo: el “Coro del colegio de infantes de la Catedral de Guadalajara”, el cual tiene más de 450 años en funcionamiento y actualmente es dirigido por el Mtro. Aurelio Martínez Corona.
Templo Sede Internacional La Luz del Mundo
Se terminó de construir el primero de agosto de 1992, y se abrió al culto el día 9 de agosto del mismo año, habiéndose iniciado su construcción el día 3 de julio de 1983.
La construcción tiene aproximadamente 15 500 metros cuadrados. Se levanta sobre un terreno de forma elíptica de 100 metros de longitud por 80 metros de anchura, ubicado en la Glorieta Central de la colonia Hermosa Provincia. El eje principal del templo esta orientado con dirección oriente-poniente, ubicándose el ingreso principal hacia el poniente.
Santuario de Nuestra Señora de Guadalupe
Es un templo católico de estilo churrigueresco, dedicado (como su nombre lo indica) a la advocación mariana de Nuestra Señora de Guadalupe. La primera piedra se colocó el 7 de enero de 1777 y tras 4 años de obras, la iglesia se inauguró en 1781. La construcción fue promovida y costeada por el filántropo español y entonces Obispo de la diócesis, Fray Antonio Alcalde.
Templo Expiatorio de Guadalajara
Es un templo católico dedicado al Santísimo Sacramento. Es de estilo neogótico y considerado la máxima obra en su estilo en México. Su construcción comenzó el 15 de agosto de 1897 y terminó 75 años después en 1972.
Templo de Guadalajara
Es uno de los templos construidos y operados por La Iglesia de Jesucristo de los Santos de los Últimos Días, el número 105 construido por la Iglesia y el número 11 de México, ubicado en el municipio de Zapopan al noroeste del área metropolitana de Guadalajara.

### Artes escénicas (teatro y danza)

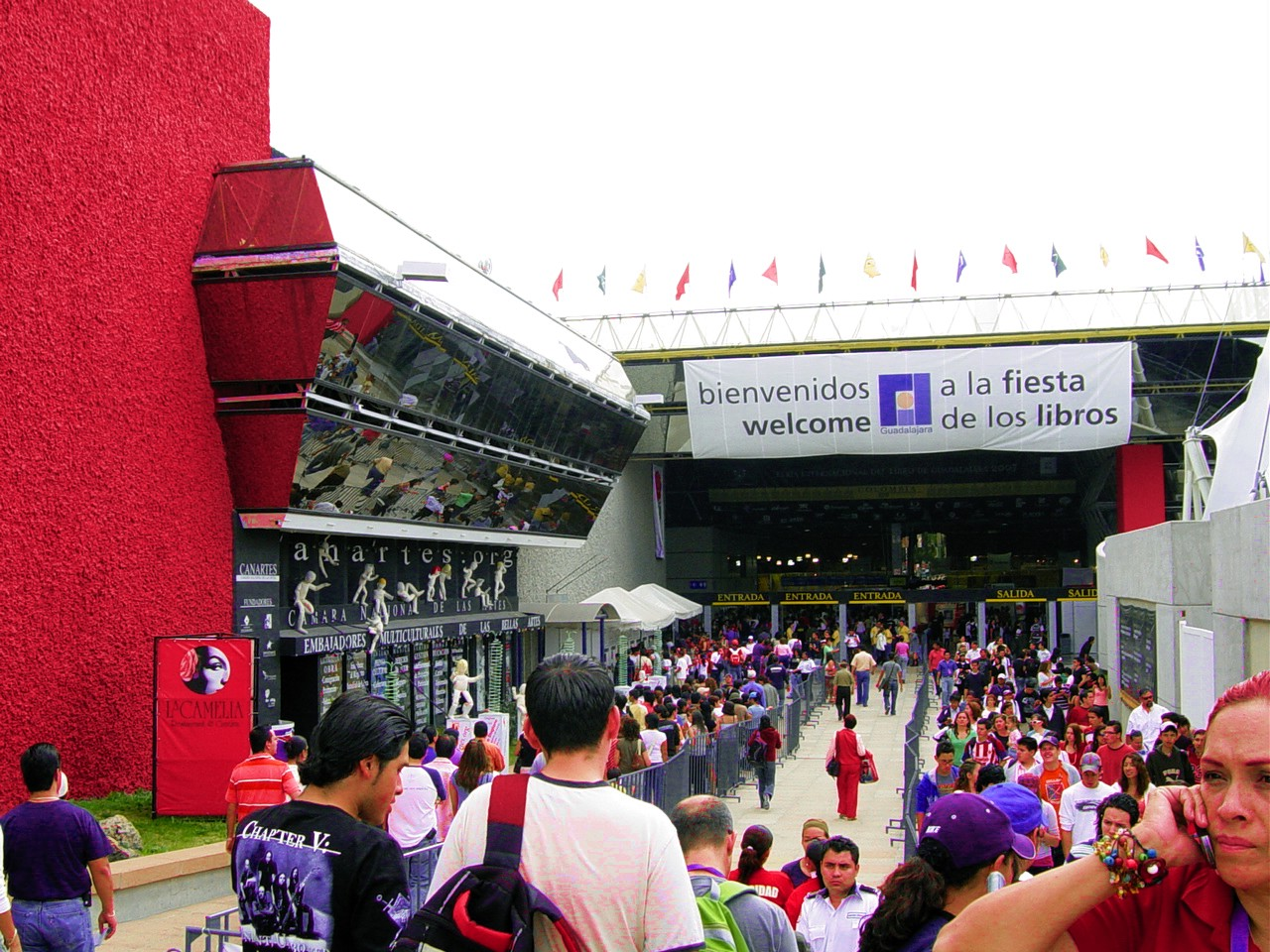
Edición XXI de la FIL 2007.

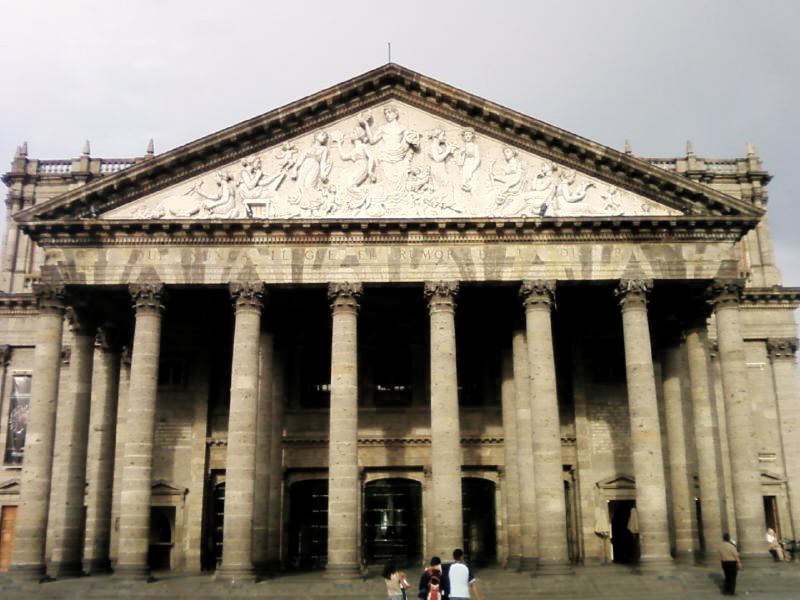
Teatro Degollado.

Uno de los fenómenos culturales acontecidos en Guadalajara en la primera década del siglo XXI, fue el surgimiento del grupo Inverso Teatro, que nace en junio de 2006 en la ciudad de Guadalajara, Jalisco, México. Lo conformaron en un inicio, los alumnos del diplomado en actuación 2004-2005 (organizado por la Secretaría de Cultura de Jalisco a través de la Dirección de Artes Escénicas) y  emergentes jóvenes actores y actrices del ámbito teatral de Guadalajara. 
Los principios fundamentales de Inverso en su origen, fueron: la independencia y las ganas de hacer teatro; donde cada uno de los elementos creativos compartirían una misma filosofía y disciplina de trabajo a fin de presentar propuestas interesantes y diversas en la ciudad. En febrero de 2006, bajo el nombre de Perversus Teatro, estrenan en el Museo del Periodismo y las Artes Gráficas su primera obra: ¿Qué hay después de la lluvia? (Título original: Una lluvia irlandesa, del catalán Joseph Peréz Peyró).
Después de la primera temporada de: ¿Qué hay después de la lluvia?, el colectivo decide reagruparse para continuar con sus proyectos. Tras una breve temporada de funciones en el Café Jules, Perversus cambia su nombre a Inverso Teatro. En 2006, el grupo inicia una carrera de éxito bastante peculiar en la ciudad, con sucesivas obras durante los primeros años de formación: ¿Qué hay después de la lluvia?, Dakota, El Matadero, El diablito de Benjamín, Perros hinchados a la orilla de la carretera, y De bestias criaturas y perras. Si las dos primeras ahondaban en diversas influencias en la dramaturgia europea contemporánea, progresivamente el grupo Inverso fue creando una senda hacia los orígenes y las estructuras teatrales mexicanas y latinoamericanas, influenciadas por la performance, el teatro del cuerpo, el teatro de objetos, el teatro documental, la poesía, la memoria escrita y la narrativa, que posteriormente influyeron en las obras que componían la trilogía Hecho en Casa: Rebelbox, Tónic, y El pulgar levantado en señal de triunfo, obras inspiradas en inquietudes personales, de autoría propia y búsquedas hacia otras áreas artísticas, desde una visión local, fresca, e innovadora. Los posteriores años trajeron sus cuatro últimos trabajos hasta la actualidad: Una historia de amor en Berlín, Precipitación, El zigzag de las liebres, y Yara y Patricio. Actualmente su sede es el espacio autónomo Casa Inverso, ubicada en calle Santa Mónica #256, en el centro histórico de la ciudad de Guadalajara. Inverso Teatro es un referente en el teatro independiente en la ciudad, su irrupción en las formas de hacer teatro en la capital de Jalisco es motivo de estudios universitarios, de análisis y de discusiones, en una urbe convulsionada por la cultura teatral.
En 1981 Guadalajara vio nacer el Ballet de Cámara de Jalisco, compañía surgida como un proyecto de nivel profesional que desde hace 25 años ha tenido actuaciones ininterrumpidas en Guadalajara y en distintos escenarios de la república. Además de su amplitud de montajes también se ha caracterizado por generar bailarines de calidad, muchos de los que después de concluir el proceso de ocho años que se lleva en el BCJ, han emigrado a ensambles como la Compañía Nacional de Danza, el Ballet de Monterrey o el Ballet de Boston, mientras que otros regresan al BCJ.
Por otra parte, el Ballet Folclórico de la Universidad de Guadalajara en sus 46 años ha recorrido el mundo para representar la cultura mexicana por medio de las formas folclóricas del baile, también ha recibido numerosos premios y reconocimientos internacionales.
En diferente género, Guadalajara cuenta con varias compañías de danza contemporánea y una de las compañías de danza más importantes en el país, la Compañía de Danza Contemporánea de la Universidad de Guadalajara así como uno de los más importantes festivales de danza contemporánea.
Teatros
- Alarife Martín Casillas
- Casa Teatro El Caminante
- Teatro Degollado
- Teatro Diana
- Estudio Cavaret
- Ex Convento del Carmen
- Experimental de Jalisco
- Foro de Arte y Cultura
- Galerías
- Guadalajara del I.M.S.S
- La Casa Suspendida
- Teatro Auditorio del Ángel

### Cinematografía
En 1937; bajo la dirección del rector de la Universidad de Guadalajara, Constancio Hernández Alvirde, se estableció el Departamento de Bellas Artes con una sección dedicada a fomentar exhibiciones y producciones de cine de gran calidad. En 1954, la División Cinematográfica realizó actividades educativas y exhibiciones en el Paraninfo.
En 1986, el Departamento de Investigación Científica y Superación Académica (DICSA), dirigido por Raúl Padilla López, creó la Muestra de Cine Mexicano en Guadalajara por iniciativa del cineasta Jaime Humberto Hermosillo y el grupo Cine y Crítica de Occidente, integrado por Ramón Lara, Anne Marie Meier, Lorenzo Figueroa, Ángel Urrutia, Daniel Varela, Eugenio Arias, Helga Jaeger y Ernest Jaeger. Esta muestra se convertiría años después en el Festival Internacional de Cine en Guadalajara (Guadalajara International Film Festival), el cual es el primer festival de cine en el país y se ha consolidado como punto de referencia del cine internacional.
En 1987, inició el Centro de Investigación y Enseñanza Cinematográfica (CIEC), espacio académico en estudios de cine, dirigido por Emilio García Riera. Entre sus integrantes destacan Jaime Humberto Hermosillo, Guillermo del Toro, Annemarie Meier, Eduardo de la Vega, Julieta Marón, Arturo Villaseñor y Daniel Varela, entre otros. El CIEC abrió sus puertas a 20 estudiantes, orientados al guion y apreciación cinematográfica.
El 12 de agosto de 1996, el Consejo General Universitario aprueba la creación de la carrera: Licenciatura en Artes Audiovisuales, pero es hasta 1997 cuando ingresa la primera generación de la licenciatura, creándose a su vez el Departamento de Imagen y Sonido (DIS).

### Fotografía
En septiembre es celebrado el festival de fotografía, que reúne a fotógrafos del interior del país y sirve como escaparate para fotógrafos de otras nacionalidades; Fotoseptiembre se posiciona como uno de los mejores festivales de fotografía en México durante cada edición.

### Música

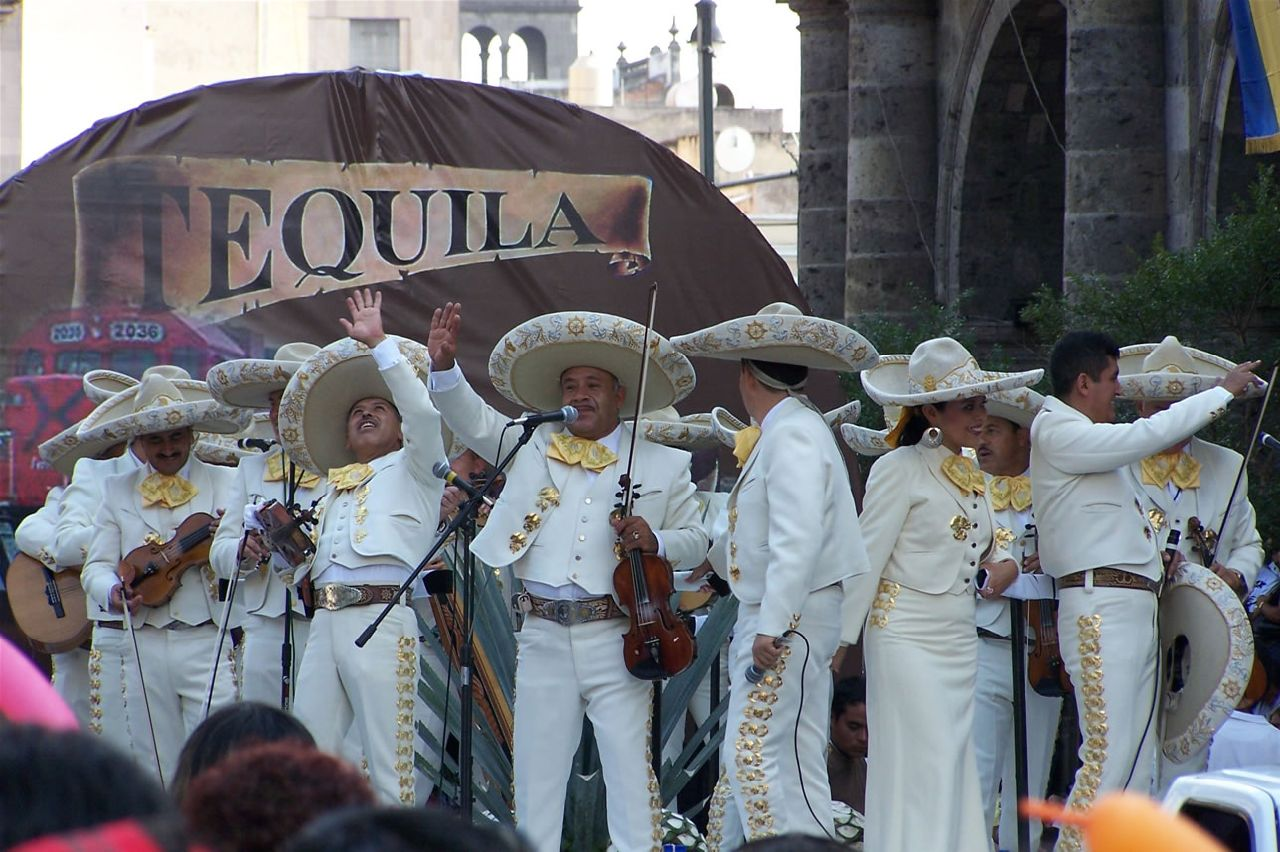
Mariachi Tapatío.

En septiembre, se organiza el Encuentro Internacional del Mariachi y la Charrería, el cual es uno de los eventos culturales que atrae a exponentes del mariachi de todo el mundo, ofrece galas de numerosos mariachis en el Teatro Degollado y espectáculos de charrería, además de un gran desfile de apertura.
La música contemporánea ha sido un factor importante dentro del nuevo movimiento cultural tapatío; Guadalajara es una de las ciudades con mayores exponentes y consumidores de música vanguardista, lo cual la ha llevado a recibir el nombre de "Capital Electrónica de México" en honor a su importante representación en el país y el mundo con sus exponentes del género musical electrónico, así como también es sede de los eventos y presentaciones más importantes de exponentes del género electrónico mundial.
También es la ciudad que vio nacer un nuevo género musical mundial; Acid Cabaret a finales de 1980.
En la actualidad; se han abierto paso grandes proyectos con la oportunidad de la internet, los blogs y otras formas de comunicación que las bandas han encontrado como punto de partida para muchos de sus logros. A  escala local, los grupos electrónicos que resaltan son Belanova (banda de Richie Arreola, exintegrante de La Dosis), Dedupléx (Emely Lotfe y Omar Guerra), Octopus, EXPRESSO! (banda de Rubén Oroz, exguitarrista de NOX (Servando Yáñez, ahora baterista de Playa Limbo, y Carlos Lay, del proyecto C-LAY), y Ángel Hernández, un músico militante y nombre nuevo dentro de la escena), Dramadama (Banda de Karen, exitosa cantante ganadora de premios en Europa) y otros.

## Bibliotecas

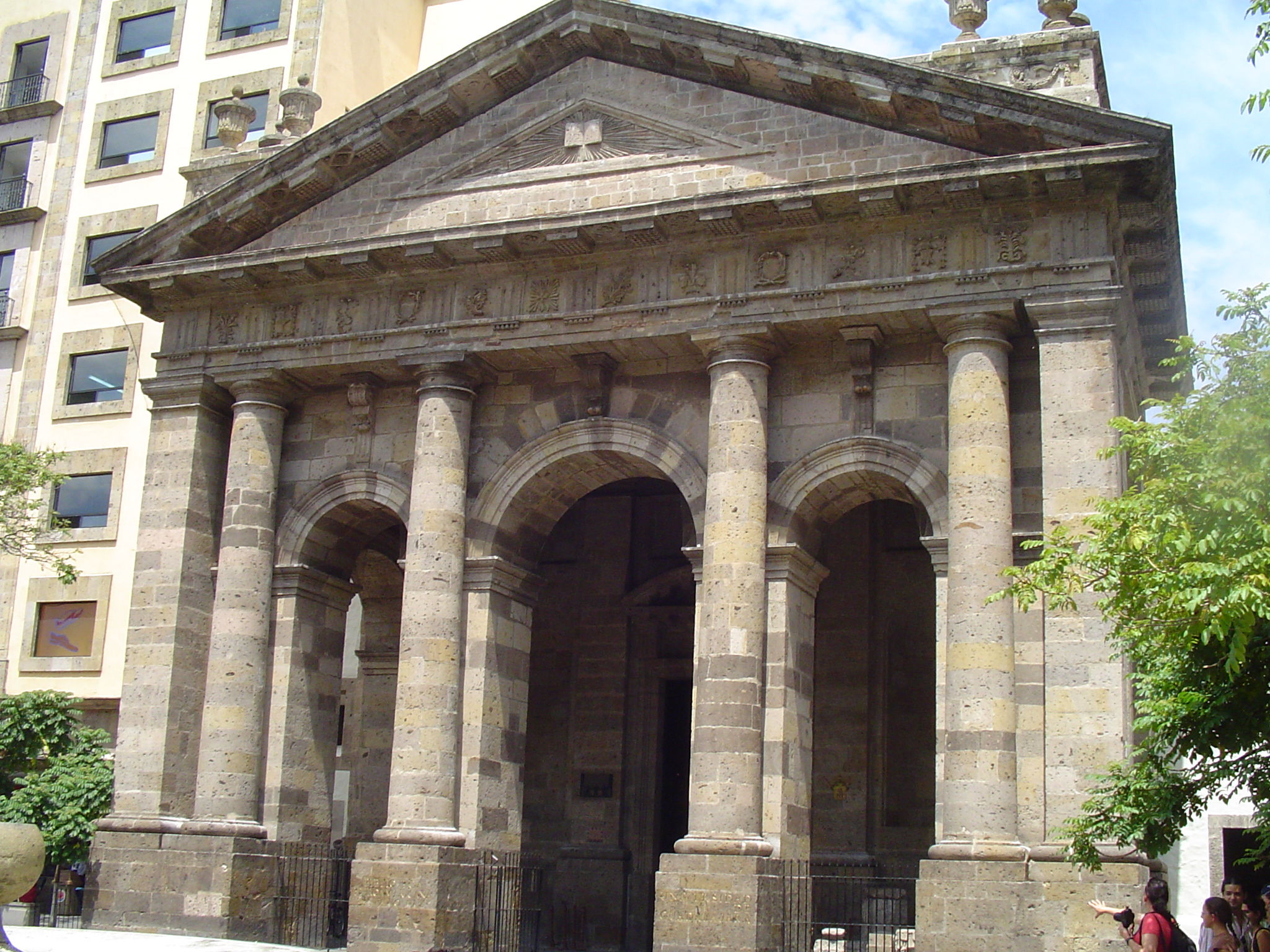
Biblioteca Iberoamericana "Octavio Paz".

## Museos

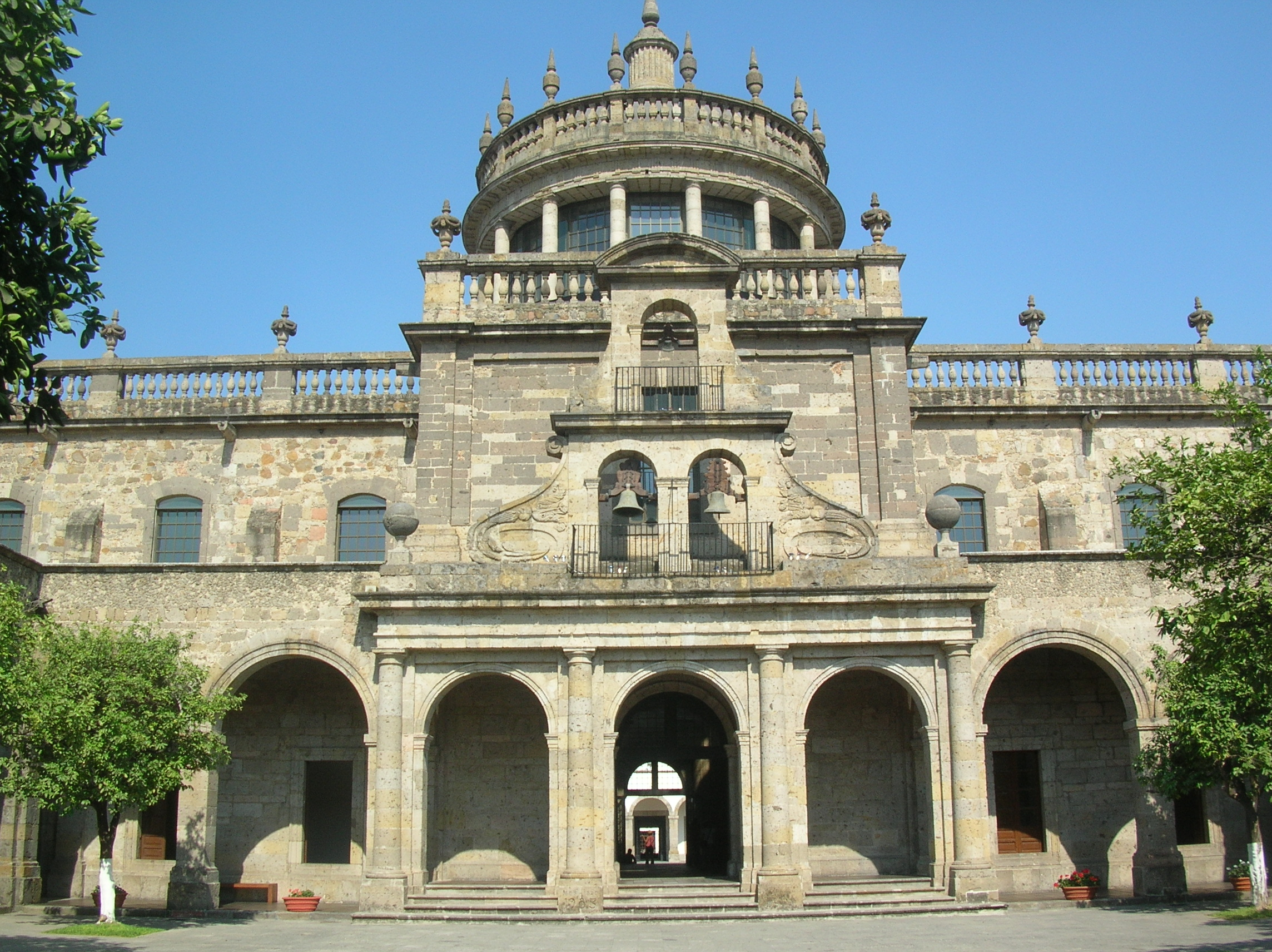
Museo Hospicio Cabañas.

## Monumentos

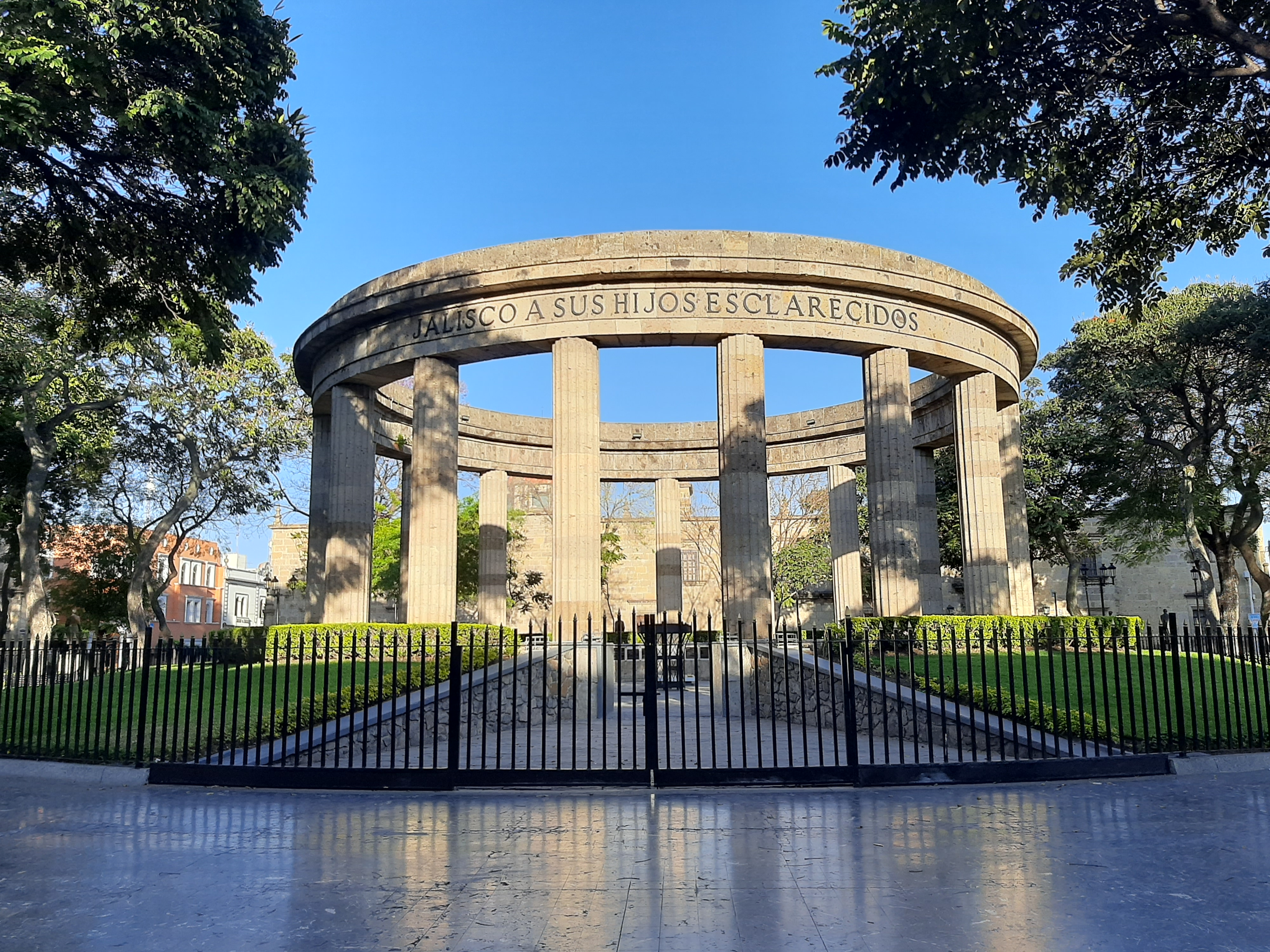
Rotonda de los Jaliscienses Ilustres.

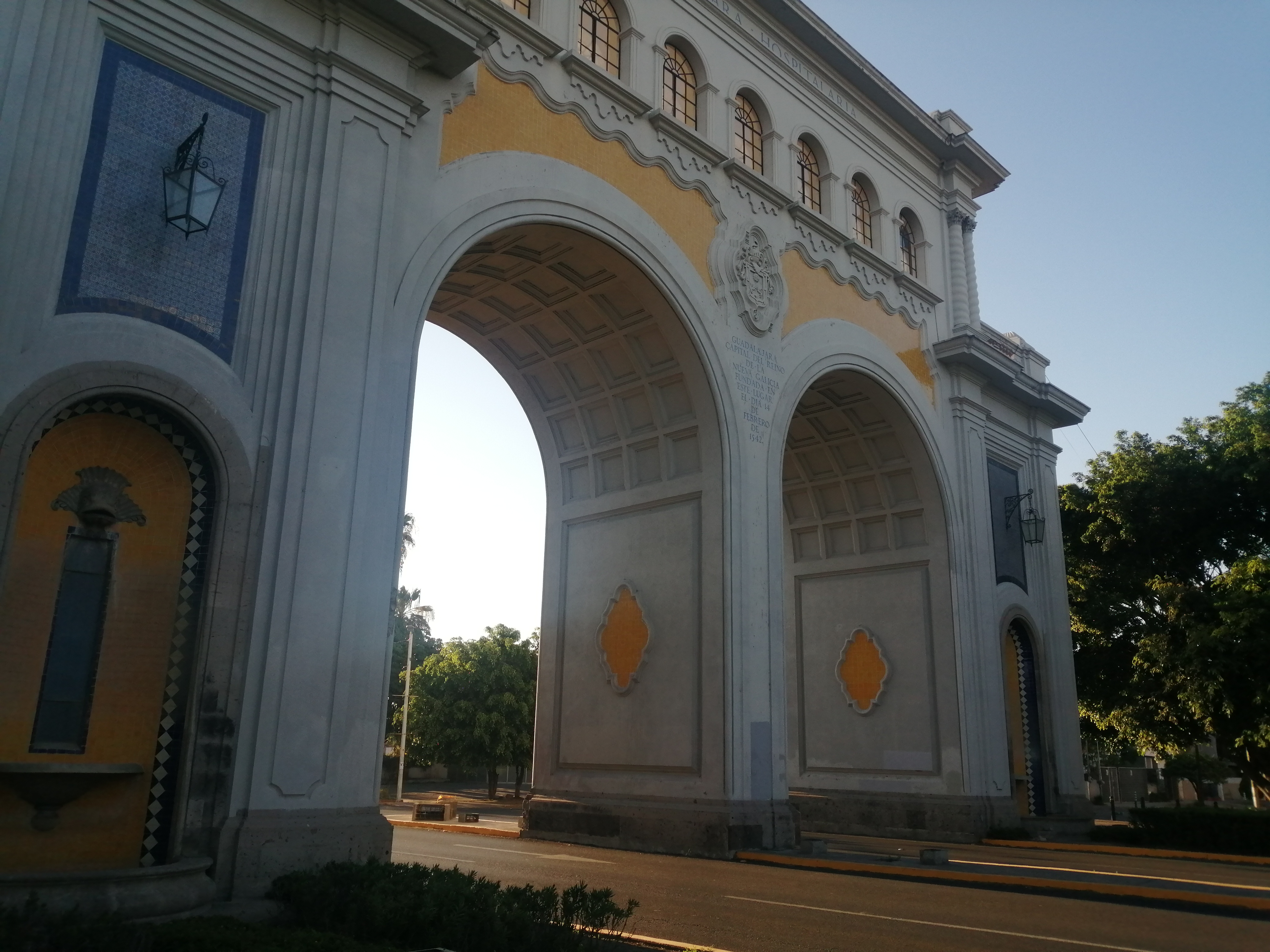
Los Arcos de Guadalajara.

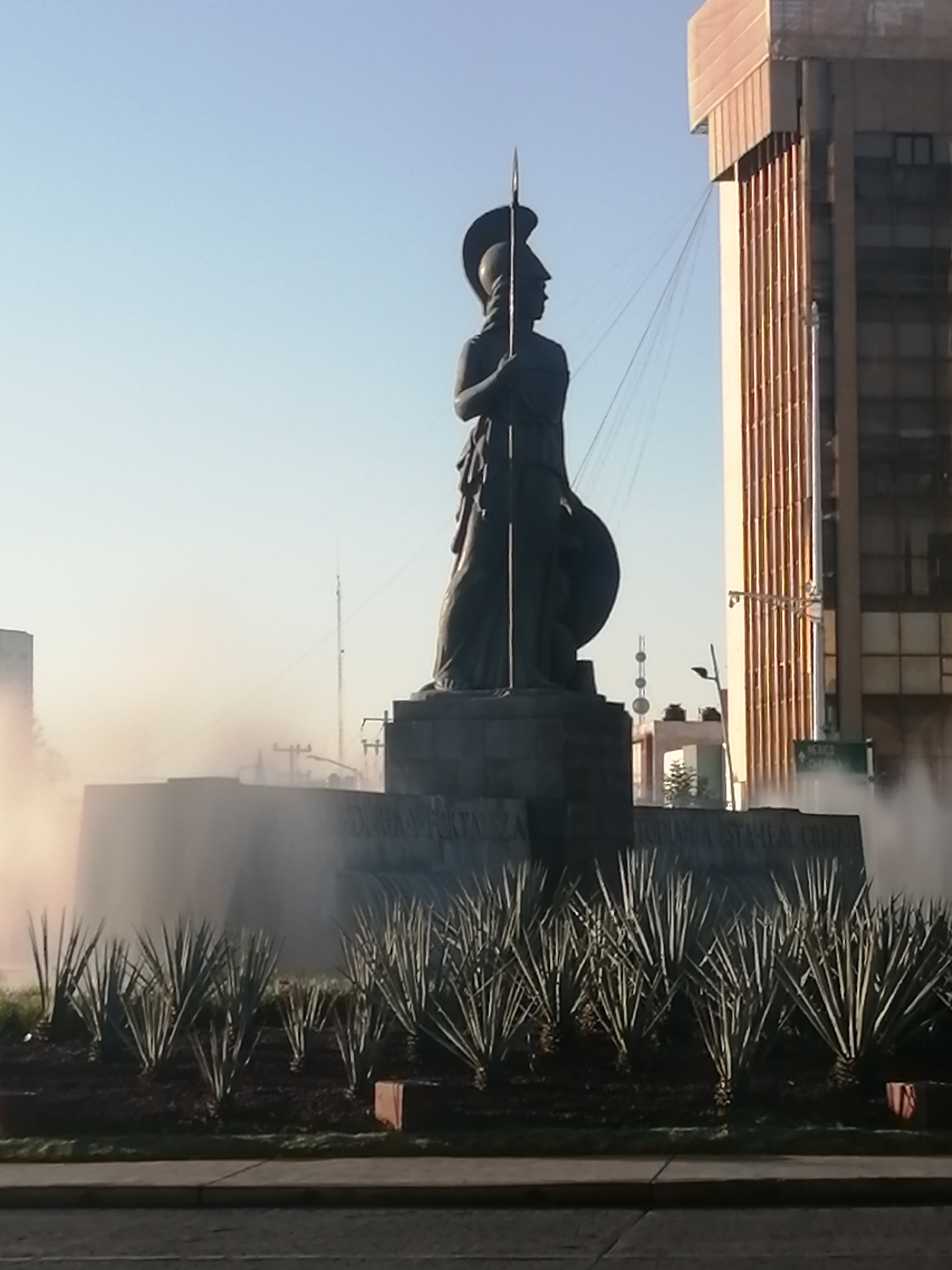
Glorieta La Minerva.

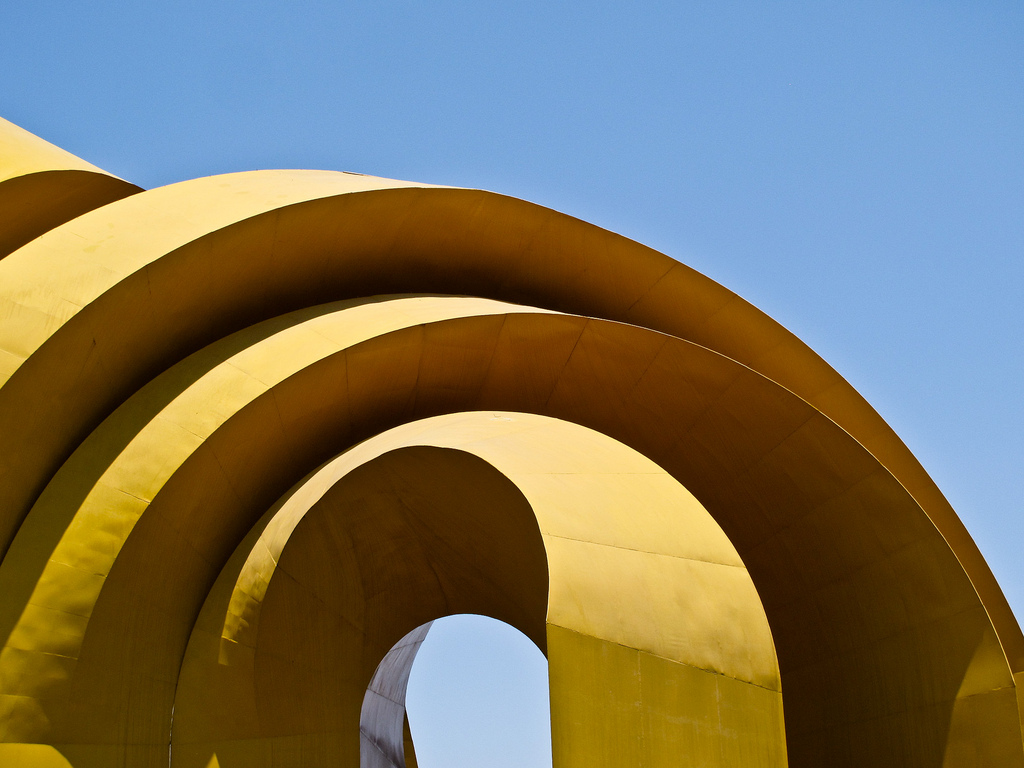
Arcos del tercer milenio.

La Rotonda de los Jaliscienses Ilustres
La Rotonda de los Jaliscienses Ilustres es un monumento de la ciudad de Guadalajara, Jalisco, México, ubicado en la cuadra flanqueada por las avenidas Fray Antonio Alcalde, Miguel Hidalgo y las calles Liceo e Independencia, en el corazón de la capital del estado de Jalisco conocido como centro histórico, a un costado de la Catedral de Guadalajara. Rinde homenaje a la memoria de los jaliscienses que han trascendido a través de la historia de Guadalajara.
Los Arcos de Guadalajara
Los Arcos es un monumento consistente en dos arcos muy representativo de Guadalajara (México), ubicado en la avenida Vallarta, la principal vialidad de la ciudad, en su cruce por la calle Arcos, a una cuadra de la también emblemática Glorieta de La Minerva. Ambos arcos solían ser la entrada a la ciudad de Guadalajara. En medio del arco se lee: Guadalajara capital del Reino de Nueva Galicia fundada en este lugar el día 14 de febrero de 1542. Aunque en la actualidad los arcos están muy lejos de ser la entrada a la ciudad, por el enorme crecimiento que esta ha tenido, son un monumento de gran importancia en Guadalajara, y muchas veces esta ciudad es representada con la imagen de este monumento.
La Minerva
La Minerva es un monumento representativo de la Ciudad de Guadalajara, México y la fuente más grande de dicha ciudad. La fuente está adornada con una estatua de la diosa romana Minerva (Atenea en la cultura Helénica) obra del escultor Joaquín Arias. La obra se realizó durante el periodo del gobernador Agustín Yáñez, quien encargo el proyecto al Arq. Julio de la Peña.
Los Arcos del Milenio
Más comúnmente conocido como “Arcos del Milenio” son una obra arquitectónica ubicada en la colonia Jardines del Bosque en la ciudad de Guadalajara, Con una altura de 52 metros, constará de seis monumentales arcos amarillos de metal, uno más grande que el anterior, ubicados entre las avenidas Lázaro Cárdenas y Mariano Otero. Su peso será de más de 1500 toneladas de acero, con 17 mil metros cuadrados de superficie. Enrique Carbajal González “Sebastián” es el autor del proyecto escultórico.
Fuente de la Inmolación de Quetzalcóatl
Monumental escultura formada por 5 piezas forjadas en bronce y labradas a mano. La figura central mide 25 metros de alto y las alegorías 6 metros cada una con un peso de 23 toneladas. Obra del jalisciense Víctor Manuel Contreras, es considerada una de las más altas del Mundo. Representa la inmolación de Quetzalcóatl elevándose de la tierra hacia el infinito para encender el sol y darnos nueva luz. Las cuatro esculturas que rodean la flama son los cuatro cielos de los cuatro puntos cardinales, la rosa de cemento que sirve de base y sostén de este conjunto escultórico es una hermosa fuente como espejo cristalino que equilibra y armoniza esta escultura.
Panteón de Belén
Es un cementerio antiguo localizado en la ciudad de Guadalajara, México. Dicho cementerio fue anteriormente una huerta del hospital civil, pero fue convertido en panteón en 1848. Fue proyectada por el arquitecto Manuel Gómez Ibarra a solicitud del Obispo don Diego de Aranda y Carpinteiro. Su funcionamiento duró poco menos de 50 años, pues fue cerrado el 1 de noviembre de 1896. La decisión fue tomada por el Consejo Superior de Salubridad de esa época. Actualmente funciona como un museo que representa parte de la historia de Guadalajara, el cual alberga 900 nichos de cantera rosa. Anteriormente en el centro se encontraba la capilla de los hombres ilustres que hoy se encuentran en la Rotonda de los Hombres Ilustres.

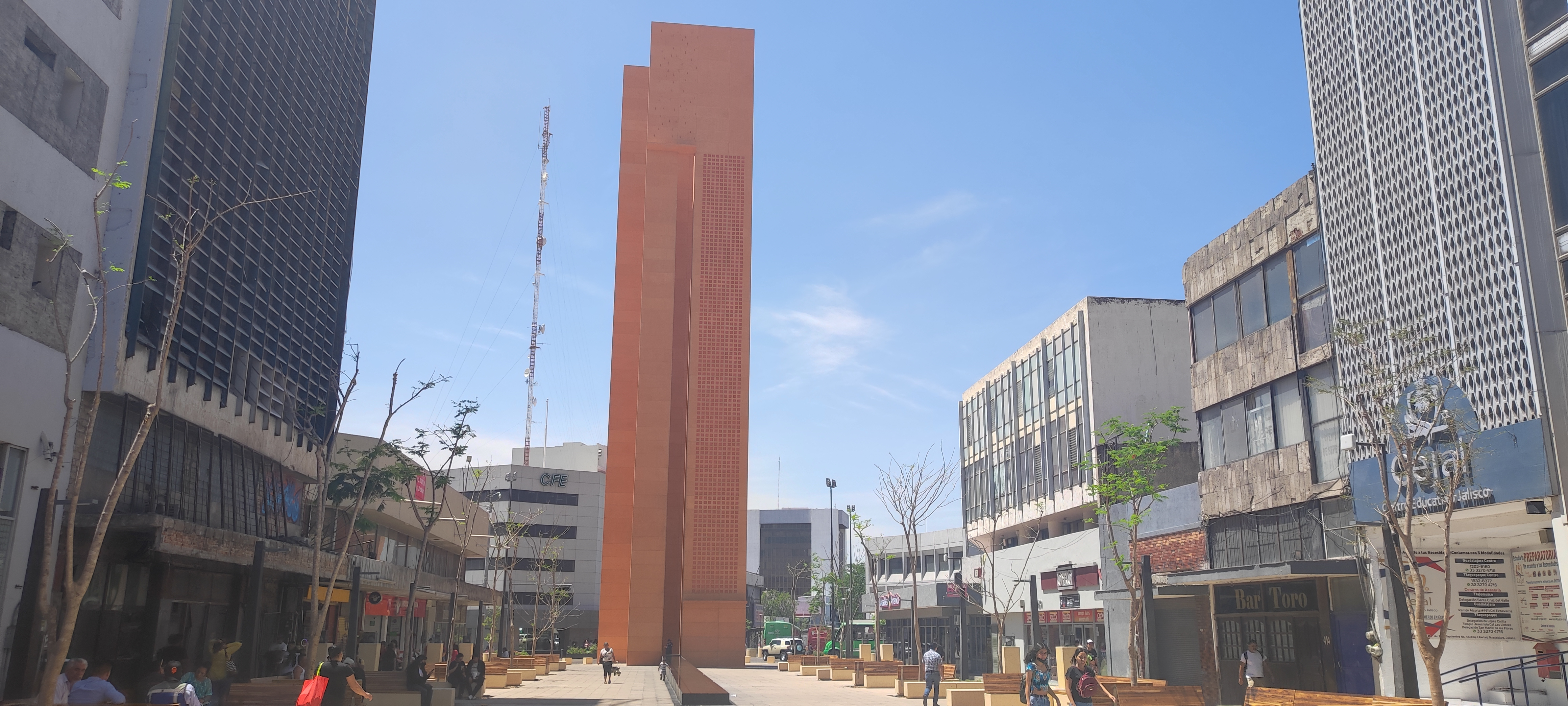
Monumento El palomar.

Aunque el panteón está clausurado para eventos funerarios, sigue abriendo sus puertas al público solo con el fin de que aprecie su interior. Para ello existen recorridos turísticos en los que se muestran las tumbas y se cuentan leyendas.
El Palomar
La torre, construida con piezas prefabricadas de concreto, carece de los palomares auténticos que eran una característica distintiva en el diseño original. Además, la justificación para esta omisión incluye la premura en la construcción y el temor a la suciedad de las aves. Esto ha llevado a la crítica de que la obra es más una escenografía que un verdadero homenaje, ya que no refleja fielmente las ideas estéticas y conceptuales de Barragán.
Se señala que la técnica constructiva utilizada ya existía en la época de Barragán, pero él prefería la construcción in situ. También se destaca la falta de una investigación profunda en los archivos de la Fundación Barragán y otras fuentes, lo que lleva a la incertidumbre sobre si el diseño final refleja realmente la visión definitiva de Barragán.
En última instancia, el autor argumenta que la construcción de "El Palomar" con un enfoque escenográfico contribuye a la creación de una apariencia ilusoria en la ciudad, sugiriendo que se construyen obras simplemente como parte de una puesta en escena urbana, en lugar de un desarrollo genuino y respetuoso de la visión original del arquitecto.
Los niños héroes
"Monumento a los Niños Héroes" ubicado en Guadalajara, Jalisco. Este monumento fue diseñado y construido por el escultor Juan Olaguíbel y se encuentra en la glorieta de los Niños Héroes, donde convergen las avenidas Chapultepec, Mariano Otero y la avenida de los Niños Héroes.
La obra consiste en una imponente columna o pilar de aproximadamente 50 metros de altura. En la cima de esta columna se encuentra una figura femenina que representa a la patria. A los pies de esta figura, se puede observar el escudo mexicano con el águila devorando a una serpiente sobre un nopal, un símbolo emblemático de México.
En la base del pilar, el monumento conmemora a los Niños Héroes, quienes participaron en la defensa del Castillo de Chapultepec durante la Guerra México-Estados Unidos en 1847. Estos jóvenes cadetes dieron sus vidas en honor a la patria y la bandera de México. Es común encontrar monumentos en México que rinden homenaje a los Niños Héroes por su valentía y sacrificio.
La ubicación estratégica en la glorieta de los Niños Héroes, rodeada por las avenidas mencionadas, le otorga una relevancia especial al monumento, convirtiéndolo en un punto de referencia en Guadalajara. La avenida Chapultepec, conocida por sus comercios y vida nocturna, contribuye a la vitalidad de la zona y hace que este monumento sea aún más significativo en el contexto urbano de la ciudad.
Fuente De Los Niños Traviesos
La Fuente de los Niños Traviesos, también conocida como la fuente de los Niños Miones, es una obra escultórica ubicada en el centro histórico de Guadalajara, específicamente en el callejón del Diablo o paseo Degollado, a pocos metros de la plaza Tapatía. Esta fuente, obra del escultor jalisciense Miguel Miramontes, es conocida por su diseño peculiar y las esculturas de cuatro niños desnudos que arrojan agua desde diferentes partes de sus cuerpos.
La fuente tiene la forma de un rectángulo y en cada una de sus esquinas se encuentra una escultura de bronce representando a un "niño mión". Aunque el nombre popular sugiere que todos los niños están orinando, en realidad solo uno de ellos realiza esa acción, mientras que los demás arrojan agua por la boca, las manos y uno más sostiene una tortuga que también emite agua. A pesar de estas representaciones juguetonas, todos los niños han sido coloquialmente etiquetados como "miones".
Aunque la historia de la fuente es aparentemente sencilla, han surgido mitos y leyendas en torno a estos traviesos personajes. Algunas versiones cuentan que la fuente está relacionada con el Hospicio Cabañas, donde niños se escaparon para jugar en el cercano río San Juan de Dios. Otro mito sugiere que originalmente todos los niños estaban representados orinando, pero se modificaron debido a objeciones morales.

## Eventos
En la ciudad se dan grandes festivales de diversos temas con reconocimiento y alcance internacional, por mencionar los más conocidos:
- Festival Cultural de Mayo.
- Feria Internacional del Libro de Guadalajara,[48] Esta feria se realiza cada año, gracias a los auspicios de la Universidad de Guadalajara, durante la última semana de noviembre. Incluye una gran exposición de editoriales consolidadas, independientes, universitarias, nacionales, internacionales; se presentan libros y conferencias; cuenta con un área especial para niños y jóvenes; es muy significativa por hacer gala durante los diez días que dura la feria a un país (o región, o comunidad) invitado, a la cual se le dedica un pabellón para exponer lo más representativo de su cultura. En la FIL, como popularmente se le conoce, se entregan diversos premios, el más representativo es el Premio de Literatura Latinoamericana y del Caribe (anteriormente denominado “Juan Rulfo”, en honor a este autor jalisciense). Por su parte la feria contiene el festival cultural infantil más prestigioso del país: Papirolas.
- Las fiestas de octubre: Son las fiestas tradicionales de Guadalajara, se han realizado desde 1965 siendo la primera sede el parque Agua Azul y años después cambiaría de sede al auditorio Benito Juárez que es donde actualmente se realiza esta celebración. Sus mayores atracciones son los juegos mecánicos, el palenque y el auditorio donde varios artistas, sobre todo de música mexicana se presentan cada noche durante esta celebración de las fiestas de octubre.[49]
- El Festín de los Muñecos (Festival Internacional de Títeres de Guadalajara).
- El Encuentro Internacional de Mariachi y Charrería. Como lo dice su nombre se reúnen diversos mariachis de diversas partes del mundo. Así como también los charros que provienen de diversas partes para demostrar el deporte nacional de México. Inicia con un desfile y a lo largo de los días los eventos se realizan en diversos escenarios en toda la ciudad. Se celebra entre los meses de agosto y septiembre.[50]
- Expo Ganadera. Es la más grande e importante en su tipo en el país.Se realiza generalmente durante el mes de octubte
- El Festival Internacional de Cine de Guadalajara (conocido como Guadalajara Film Fest). Con más de veinte años de trayectoria, el FICG es el evento más importante en México en cuanto a cine se refiere, el cual incluye una exhibición de películas, un encuentro con realizadores y actores (talent campus), y el concurso de realizaciones que se premian en varias categorías: cortometraje iberoamericano y mexicano, documental mexicano y latinoamericano, largometraje de ficción entre las que destaca el “Mayahuel” en la que se premia una trayectoria.[51][52][53]
- El Festival Internacional de Danza Contemporánea “Onésimo González”. Surgió desde 1999 organizado por la Secretaría de Cultura del Gobierno del Estado de Jalisco y la Coordinación Nacional de Danza del INBA. Habiendo en este muestras coreográficas de los grupos de danza más destacados del estado de Jalisco, con algunas compañías invitadas, Nacionales e Internacionales; promoviendo así el intercambio cultural dentro de Guadalajara, ofreciendo al mismo tiempo clases magistrales abiertas al público para enriquecer el lenguaje dancístico en este estado. Presentándose cada octubre, en el Foro de Arte y Cultura de esta ciudad.
- Expo-Feria Amistad Internacional. Esta ciudad ha sido la cuna y albergue de distinguidos poetas, escritores, pintores, actores, cineastas y representantes del arte a nivel internacional. Una obra que da cuenta de la riqueza de los poetas de esta ciudad es el libro Poesía mayor en Guadalajara (anotaciones poéticas y críticas).

Guadalajara por su cuenta organiza una Feria Municipal del Libro, la cual se lleva a cabo en mayo. También esta urbe es la ciudad que comenzó el     movimiento de Bookcrossing en Latinoamérica.

## Gastronomía

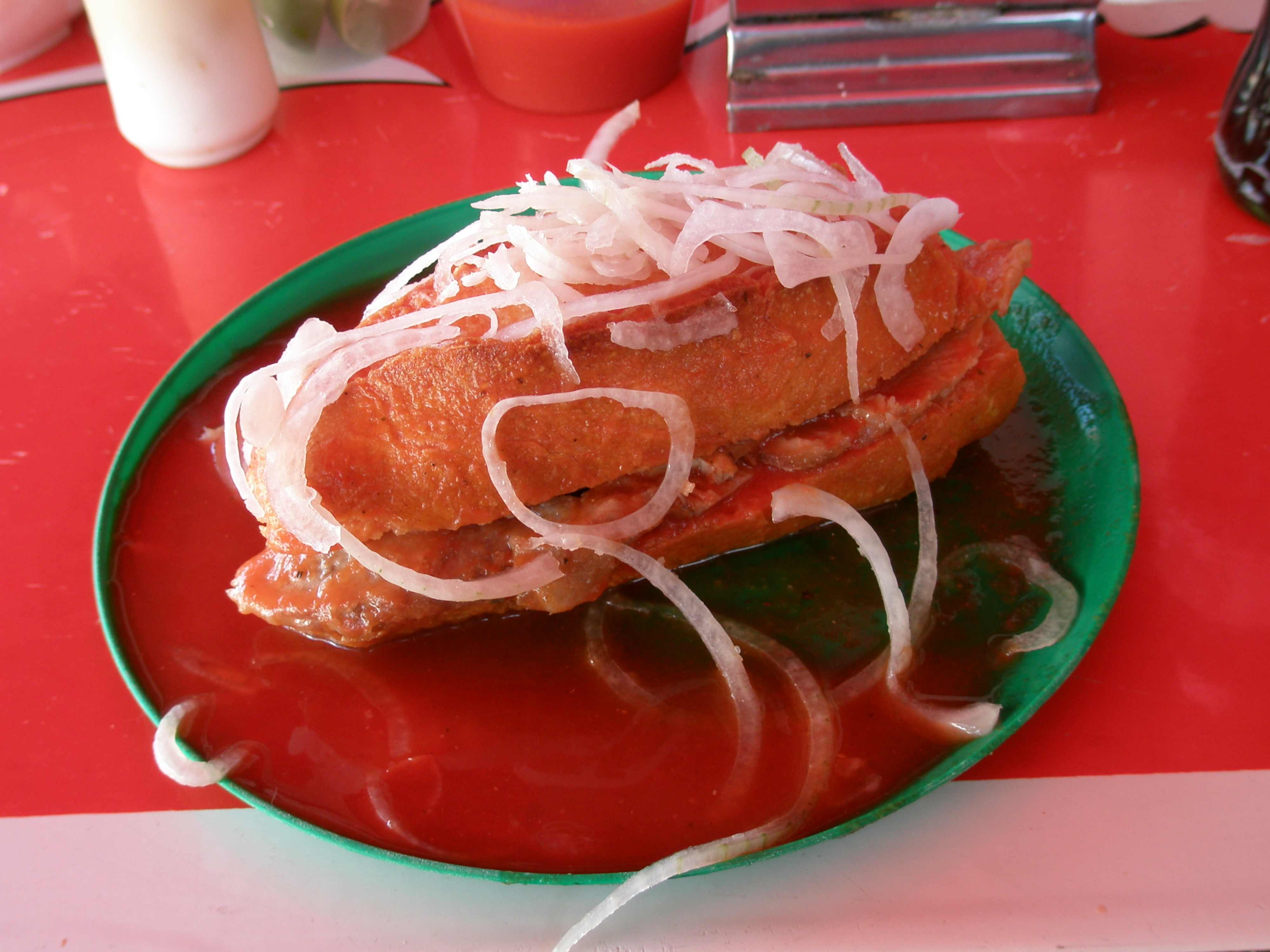
Torta ahogada, platillo típico tapatío.

Guadalajara cuenta con una gran variedad de platillos típicos, como pozole, tamales, tostadas, sopes, enchiladas, tacos, menudo, frijoles charros. Pero algo que lo distingue totalmente de todo el país son las “tortas ahogadas”, que es de birote salado (pan típico tapatío) untado con frijoles refritos, con carne frita de cerdo cortada en trozos –conocida también como “carnitas”– todo en salsa de tomate condimentada con especias; adicionalmente se come acompañado con cebollas desflemadas en limón y salsa picante; para beber, se puede acompañar, ya sea con el famoso tejuino –que se elaborar con una base de masa de maíz fermentada, acompañada con helado de limón– o con el tepache (hecho a base de la corteza de la piña fermentada).
Otra de las comidas típicas de Guadalajara y todo el estado de Jalisco es la “birria”, la cual normalmente es hecha con carne de cabra, res o borrego. La birria artesanal se hace en un horno especial, que puede estar bajo tierra y cubierto con hojas de maguey; la carne se puede mezclar con un caldo de tomate y especias, o consumida por separado. El postre que se considera como típico tapatío es la jericalla, la cual se prepara principalmente con leche, huevo, canela y vainilla.
Otro de plato típico de la cocina tapatía es la carne en su jugo. Este platillo consiste en un caldo de carne de res con frijoles de la olla y va acompañado de tocino, cilantro, cebolla y rábano (en rodajas o entero).
Guadalajara además cuenta con numerosos restaurantes para degustar la gastronomía internacional; cuenta con lugares reconocidos y con algunos de los mejores restaurantes del país con especialidades en comida española, francesa, brasileña, japonesa, italiana, hindú, árabe, libanesa, griega, china, argentina, tailandesa, costarricense y varios restaurantes especializados en comida vegetariana y “orgánica”.  

## Medios de comunicación culturales
En cuanto a medios de comunicación, la ciudad cuenta con varias emisoras de radio enfocadas a la cultura; una de las más importantes es  Red Radio Universidad de Guadalajara, la cual transmite al resto del estado y entidades colindantes e internacionalmente a través de internet; también es la primera emisora en podcast en el país. Actualmente cuenta con ocho emisoras, instaladas en Guadalajara, Autlán, Colotlán, Ocotlán, Lagos de Moreno, Ameca, Ciudad Guzmán y Puerto Vallarta.
Su dirección electrónica es www.radio.udg.mx la ciudad produce de igual forma un canal totalmente cultural; C7 dedicado al apoyo, difusión, y entretenimiento cultural y transmitido en televisión abierta. Guadalajara y la Ciudad de México son las dos únicas ciudades en producir canales de corte cultural en el país. Guadalajara publica la revista cultural más importante en el país. 
Guadalajara ha sido la primera ciudad mexicana en ser aceptada como miembro de la Asociación Internacional de Ciudades Educadoras debido al fuerte carácter e identidad que posee, potenciales para el desarrollo económico a través de la cultura.

## Leyendas
La apuesta
Se cuenta de un grupo de amigos que estudiaban medicina en el Hospital Civil… un día, uno de ellos hizo una apuesta con sus compañeros: entraría al Panteón de Belén a las ocho de la noche, hora en que según la creencia salían los muertos de sus sepulcros y clavaría un clavo en un muro para hacer constar su presencia.
Dadas las ocho en el reloj, el joven brincó la barda, con clavo y martillo caminó hasta el fondo del panteón y clavó el metal puntiagudo en la pared; sin embargo, al querer retirarse del lugar, notó que alguien o algo le detenía su saco, fue entonces que se llenó de pavor y horror a tal punto de perder la conciencia, sus compañeros le esperaron una hora y al notar que no llegaba entraron al panteón a ver lo que pasaba; sin embargo, fue demasiado tarde ya que el joven yacía muerto. Lo hallaron tendido en el suelo con el saco sujeto a la pared con él. Se dice que los compañeros del joven enloquecieron.
La carreta de Mexicaltzingo
Esta leyenda narra sobre la grave penitencia que tuvo que pagar un hombre acaudalado por prometer y no cumplir el pago de una "manda" (exvoto católico).
Cuenta la leyenda que dicho hombre acaudalado, al verse aquejado por una grave enfermedad prometió al párroco y a viva voz ante el altar, terminar de construir la iglesia del pueblo de Mexicaltzingo, si se le concedía la salud.
Cuando su petición fue milagrosamente concedida, el hombre procedió a hacer grandes planes para su obra prometida, pero pronto los olvidó por la alegría de estar de nuevo en buena salud. Al paso de los años, el párroco murió y también el rico comerciante y la obra nunca se vio empezada. Cuenta la leyenda que luego del "novenario" (nueve días de luto y oración tradicionales) de este último, la gente del pueblo vio varias veces una pesada carreta fantasmal cargando rocas dirigirse a la iglesia y desaparecer dentro de ella.
La gente del pueblo interpretó esto como el alma del comerciante penando por pagar lo que no había hecho en vida.
Las monedas
Se dice de un señor que residía en la ciudad y tuvo que partir a la costa para arreglar asuntos de negocios con sus terrenos. Salió en la tarde, pero no llegó a su destino pues fue asesinado en una emboscada.
Se dice que murió antes del  anochecer; sin embargo, en la noche cuando su familia se encontraba dormida, su hija mayor le vio llegar. Al verlo, él le dio órdenes de seguirlo en silencio, la llevó al escritorio, de donde sacó un compartimiento con monedas de oro, dejó instrucciones y un rato después partió a un viaje largo, según lo que el ánima contó a su hija.
Al día siguiente la terrible noticia llegó a oídos de la familia, la muchacha platicó lo que había pasado con su padre la noche anterior, aunque aquella noche que fue asesinado logró defenderse y matar a algunos culpables de la emboscada.
La tumba de las rosas
Esta leyenda trata de una señora, quien, caminando por el campo tropezó con algo en el suelo. Miró hacia abajo aquello que estorbó su caminar y encontró a sus pies un crucifijo roto. En ese momento lo recogió y lo llevó a su casa, allí lo puso en su sala, y lo rodeó de flores y  veladoras. Así fue como la señora trató siempre al Cristo roto.
Nunca le faltó ni una rosa y siempre le ponía una veladora. Así llevó su vida hasta que un día enfermó de gravedad. El doctor determinó que no se podía hacer nada. Su familia, triste a su lado, escuchaba como la señora les decía “no lloren, pues el Señor me dijo en un sueño que, así como lo recogí y lo llené de flores, ahora él llenaría de flores mi tumba y nunca habrá día en que me falten flores como a él no le faltaron”.
Y así fue, la señora falleció y un par de días después comenzaron a salir flores sobre la tumba, pero de una forma peculiar. En vez de crecer y salir hacia arriba, las flores conformaban dos salientes que parecían proteger en un constante abrazo, la tumba de aquella señora. Hasta hoy no hay día en que falten flores en la tumba de esa generosa señora.

## Personajes de la cultura tapatía
Esta ciudad ha sido la cuna y albergue de distinguidos poetas, escritores, pintores, músicos, actores, coreógrafos, cineastas y representantes del arte a escala internacional. Entre los que nacieron en la ciudad, o los que vivieron y desarrollaron su trabajo en ella durante largos períodos, se encuentran:
| Actores - Katy Jurado. - Enrique Álvarez Félix - Gael García Cineastas - Felipe Cazals - Jaime Humberto Hermosillo - Guillermo del Toro | Compositores e intérpretes (música clásica) - José Rolón - Higinio Ruvalcaba - Gonzalo Curiel - José Pablo Moncayo - Manuel Enríquez - Hermilio Hernández López - Joel N. Juan Qui | Escritores - Esther Tapia de Castellanos - Refugio Barragán de Toscano - Isabel Prieto de Landázuri - Antonia Vallejo - Enrique González Martínez - Juan Rulfo - Juan José Arreola - Francisco Rojas González - Agustín Yáñez - Emmanuel Carballo - Vicente Leñero - Paula Alcocer | Pintores - José Clemente Orozco - Gerardo Murillo (Doctor Atl) - Roberto Montenegro - José Luis Figueroa - Carlos Orozco Romero - Luis Barragán - Jorge González Camarena - Raúl Anguiano - Juan Soriano - Enrique Guzmán - Javier Campos Cabello - Pilar Bordes |